# Antoni Wyrwicz
Antoni Wyrwicz (ur. 1791 na Litwie, zm. 1856) – polski matematyk.

## Życiorys
Studiował matematykę na Uniwersytecie Wileńskim, w 1820 roku został adiunktem, a w 1826 profesorem matematyki wyższej tejże uczelni.

## Publikacje
- Początki geometrii analitycznej przez Biota, Wilno 1819[2];
- Początki geometrii dla szkół powiatowych na klasę I, II, III, Wilno 1825, 1827[2];
- Początki algebry na klasę I i II, t. 1-2, Wilno 1828[2];
- Przypisy do algebry, Wilno 1828[2];
- Początki geometrii analitycznej dla szkół gimnazjalnych na klasę III, Wilno 1829[2].